# Johanna Meyer (Liedtexterin)
Maria Rosina Johanna Meyer (* 2. April 1851 in Schangnau; † 9. Dezember 1921 in Stein am Rhein) war eine Schweizer Lehrerin und christliche Liederdichterin.

## Leben
Johanna Meyer war die älteste Tochter des Pfarrers Johann Ludwig Albert Meyer aus Schangnau im Emmental. Nach dem frühen Tod des Vaters zog die Familie nach Bern. Hier erhielt Johanna ihre Ausbildung als Lehrerin und unterrichtete danach als Primarlehrerin in der freien Mädchenschule Bärenhöfli. Sie war hochbegabt und sprach ausser Deutsch auch Französisch, Italienisch und Englisch.
Johanna Meyer arbeitete ehrenamtlich in der Sonntagschul- und Blaukreuzarbeit und wurde eine der wichtigsten Mitarbeiterinnen von Pfarrer Arnold Bovet. Bovet, einer der führenden Leute des Blauen Kreuzes, suchte für seine Arbeit unter den Trinkern besonders geeignete Lieder. Er wählte Melodien aus und Johanna Meyer schuf die Texte dazu. Viele Lieder übersetzte sie aber auch aus dem Englischen, u. a. solche von Ira David Sankey. Sie arbeitete zusätzlich für Eduard Blösch, den Begründer des Berner Kindersonntagblattes, und war wie Bovet eine Zeitgenossin von Franz Eugen Schlachter. Infolge eines Herzschlages verstarb sie 1921 überraschend. Sie liegt in Stein am Rhein begraben.

## Werke

Titelseite des von Johanna Meyer mit herausgegebenen Blaukreuz-Gesangbuches

Johanna Meyer dichtete und übersetzte zahlreiche englische und französische Lieder, die sich zum Teil noch heute vor allem in freikirchlichen Gesangbüchern sowie in Liedersammlungen der verschiedenen Zweige der Gemeinschaftsbewegung finden. Sie war Mitherausgeberin der Blaukreuz-Vereinslieder Zur Ehre des Erretters.

### Eigene Lieder (Auswahl)
- Ach, wie hab ich einst das Leben
- Der Bräut’gam kommt
- Gleich verlorenen Schafen
- Hast du dich dem Herrn ergeben
- Ich kann, ich will nicht mehr mir selber leben
- Ich bin so schwach, voll Ungemach
- Jesus kam uns zu erlösen
- Jesus heilte stets aus Gnaden
- Mein Gott und Vater, der mich schuf
- Müde und von Schuld bedrückt
- Nur ein Blick des guten Hirten
- Stimmt zu Gottes Ehren froh ein Loblied an

### Übersetzte englische Lieder (Auswahl)
- Aus Erbarmen nimm mich Armen
- Bis in den Tod sind wir, Jesu, Dein eigen
- Brüder, noch gilt es zu retten
- Den königlichen Schmuck bringt her
- Du kennst mich
- Einst kam euch die Kunde zu
- Erforsche mich, Jesu, mein Licht
- Fest und treu, wie Daniel war
- Gott mit euch, bis wir uns wiedersehn
- Hast du Jesu Ruf vernommen
- Ich liege, Herr, vor Deinem Angesicht
- Ich war so matt und schuldbewusst
- Komm zum Kreuz mit deinen Lasten
- Lang nach eines Lichtes Schimmer
- Licht nach dem Dunkel
- Mit Dir, o Herr, verbunden
- O Seele, wende dich zum Licht
- Suche vom Grabesrand Seelen zu retten
- Wohl weiß ich nicht, wann ich im Licht

### Übersetzte französische Lieder (Auswahl)
- Halte ein und überlege (orig. Arrête, ô pécheur, arrête!)
- O Liebe ohne Schranken (orig. Dieu, lui-même, ô mystère)
- Ich darf’s glauben und wissen (orig. Mon âme est libérée)
- Auf dem engen, schmalen Weg (orig. Par ce chemin solitaire, Voyageurs où courez-vous?)
- Herr, mit Inbrunst bitten wir (orig. Rends-toi maître de nos âmes)
- Mein ist der Heiland (orig. Si vous saviez quel Sauveur je possède)